# Annals of Mathematics
Annals of Mathematics (アナルズ・オブ・マセマティクス) はプリンストン大学及び プリンストン高等研究所から隔月発行される数学の科学学術雑誌。インパクトファクターなどの基準では、世界で最も権威ある数学誌に位置づけられる。略記は「Ann. Math.」または「Ann. of Math.」。

## 歴史
Annals of Mathematics の始まりは、ジョエル・ヘンドリクスにより1874年に創刊及び編纂された The Analyst 誌である。これは「応用数学及び純粋数学において、興味深い、或いは重要なあらゆる問題、これは特に理論及び実用天文学、機械論的哲学、工学における、あらゆる新たな興味深い発見を含むが、これらの問題の報告及び解析のための媒体を提供するためのもの」であった 。これはアイオワ州デモインで発行されたが、アメリカの数学雑誌の中で、1、2年以上続いた最初の雑誌であった。10年経った1883年には、この形態での発行が止まったが、これはヘンドリクスの健康の悪化によるものとされている。 しかし、ヘンドリクスは新たな経営陣に引き継ぐように手配し 、1884年3月からは、Annals of Mathematics として存続することとなった 。
この新たな姿での雑誌は、バージニア大学のオーモンド・ストーンによって、編纂された。なお、1911年に現在の発行の本拠地プリンストンに辿り着く前に、発行は1899年にハーバード大学に移っている。
Annals of Mathematics の重要な時期は、ソロモン・レフシェッツが編纂者であった1928-1958年である。この時期に、この紀要はますます一目置かれた学術誌となった。ノーマン・スティーンロッドはレフシェッツの影響を次のように評している；「一流学術誌がアメリカ人数学者に対して重要である点は、彼らに目指すべき高い水準を定めることだ。この幾分か直接的でないやり方で、レフシェッツは合衆国の数学の発展に深く寄与した。」

プリンストン大学は、1933年まで大学の紀要として発行し続けたが、プリンストン高等研究所が共同編纂するようになった。1998年からは通常の印刷版に加えて、電子版が利用できるようになっている。電子版は料金不要のオープンアクセスが可能であったが、2008年からは、そうでなくなっている。2003年以前の版は、有料のJSTORに移行されており、論文も発行後5年経たないと自由に利用できない。

## 編著者
2022年10月現在のAnnals of Mathematics の編著者はヘルムート・ホーファー（プリンストン高等研究所）、ニック・カッツ、Sergiu Klainerman、フェルナンド・コーダ・マルケス、アサフ・ノール、ピーター・サルナック、ゾルターン・サボー（全てプリンストン大学）である。

## 影響度
Journal Citation Reports によれば、2009年度のインパクトファクター は4.174であり、数学領域の255誌の学術誌の中で最上位に位置する。